# Teo Trandafir
Teodora Virginia Trandafir (născută Uță; n. 2 iunie 1968, Pitești, România) este o prezentatoare de televiziune din România, fostă producătoare, actriță, prezentatoare de radio și deputată PDL. Din septembrie 2013, vedeta s-a alăturat trustului Kanal D unde a moderat două emisiuni: „Teo show” și „Follow us”, show pe care îl prezintă și în prezent alături de Ilinca Vandici. Este cunoscută mai ales pentru moderarea emisiunii „Teo”, difuzată de Pro TV în perioada 2000-2006.

## Biografie
Teodora Virginia Trandafir s-a născut pe 2 iunie 1968 în Pitești, județul Argeș. Tatăl ei, Ion Uță (n. 5 iulie 1942, Urlueni, Argeș), este medic pediatru și cardiolog la un spital din Brăila. Teo a copilărit pe strada Trivale din Pitești până în clasa a doua, când s-a mutat cu părinții în București, la scurt timp s-au mutat în Brăila, unde a terminat Colegiul Național Nicolae Bălcescu din Brăila. A urmat cursurile Facultății de Limbi și Literaturi Străine din cadrul Universității din București, secția arabă - engleză, iar apoi s-a angajat pentru prima dată ca vânzătoare de bilete la o agenție de turism. În 1990 Teo s-a căsătorit la Brăila cu pilotul Alexandru Trandafir, însă cei doi au divorțat pe cale amiabilă după șase ani.
În 2004 Teo a adoptat o fetiță pe care a botezat-o Maia. În decembrie 2011 Teo l-a cunoscut pe rețeaua de socializare Facebook pe Constantin Iosef (n. 29 august 1968), cu care s-a căsătorit pe 2 iunie 2012. Mariajul a durat numai șase luni, iar pe 17 decembrie 2012 cei doi au anunțat că divorțează.

## Carieră

### Media
Debutează în media ca prezentatoare de știri la postul de radio 2M+, apoi prezintă o emisiune alături de Cristin Tocan. Teo Trandafir are la activ mai multe emisiuni de televiziune, cum ar fi: Bună Dimineața România alături de Mircea Badea (în 1994 pe Tele 7abc), ca mai apoi cei doi să mai colaboreze odată în 1997, lucrând pentru Antena 1 la emisiunea matinală Dimineața devreme. În aceeași perioadă realizează alături de Mircea Badea o emisiune de week-end numită Teo & Mircea Show.
În 2001 Teo merge la Pro TV unde realizează de-a lungul anilor mai multe emisiuni printre care și emisiunea Teo. Activitatea de la Pro TV a propulsat-o printre cei mai bine cotați realizatori TV din România.
În 2006 părăsește postul Pro TV (în urma unor discuții aprinse cu Adrian Sârbu) pentru postul de televiziune Romantica, unde a devenit director și realizator al propriului show. În 2007 și-a încheiat colaborarea cu Romantica, a plecat spre postul de televiziune Prima TV, unde a realizat emisiunea de scurtă durată Teo Live Show în anul 2008. În 2009 a realizat emisiunea Teo Show, produsă de Local Tv Network și difuzată la peste 25 de stații locale din toată țara.
La începutul lui 2012 Teo Trandafir a primit un rol în serialul de televiziune Pariu cu viața, difuzat de Pro TV, iar pe 3 februarie 2012 și-a anunțat demisia din Parlamentul României.
În iulie 2013 Teo Trandafir a anunțat că va realiza o nouă emisiune, de această dată la postul de televziune Kanal D.
Pe 25 noiembrie 2013 Teo Trandafir își deschide o revistă online, intitulată "Revista TEO".
În vara anului 2014 vedeta tv pornește o campanie destinată copiilor dislexici. Campania poartă numele "Poveștile lui TEO" și se adresează copiilor ce au deficiențe de a citi. Dislexia este o tulburare de învățare care are la bază o disfuncție neurologică ce împiedică dezvoltarea capacității de a citi. Confundarea literelor, citirea lentă, citirea silabelor în sens invers, dificultățile în înțelegerea textului citit sunt doar câteva dintre manifestări. Copiii dislexici nu pot însuși citit-scrisul cu metodele de predare obișnuite, având nevoie de metode și de terapii specifice. Deși tulburările de învățare NU se pot vindeca, dislexia, netratată în mod adecvat, poate avea urmări grave în ceea ce privește dezvoltarea emoțională, conducând la tulburări în dezvoltarea personalității și dificultăți de integrare socială.
Teo Trandafir își propune să vină în sprijinul acestor copii și le citește poveștile din manualele școlare.

### Politică
În primăvara lui 2010, a candidat din partea Partidului Democrat Liberal pentru locul din Camera Deputaților eliberat de Daniela Popa. În alegerile care au avut loc în 25 aprilie, Trandafir a câștigat locul de parlamentar, obținând 54,02% din voturi, contracandidata sa Liliana Mincă obținând restul de 45,98%.În campania electorală a lucrat cu agenția de consultanță politică Kensington Communication
În februarie 2012 își dă demisia din Parlament invocând motive de sănătate. În același timp însă, începe să filmeze într-un serial produs de MediaPro Pictures.

## Incidentul medical
În ianuarie 2011, Teo Trandafir a fost internată de urgență cu diagnosticul de pancreatită acută de severitate medie, inițial la Spitalul Elias din București. La data de 11 ianuarie a  fost transportată cu un avion privat, la Clinica AKH din Viena unde a suportat mai multe intervenții chirurgicale. În aprilie 2011, după trei luni de spitalizare, a dat publicității o scrisoare deschisă în care le mulțumește fanilor pentru sprijin și își arată dorul pentru România.

## Filmografie
- Happy End (2006)
- Lumea poveștilor Cartoonito - Povestitoare (voce vers. română)[17]
- Pariu cu viața (2011-2013) - Zâna Crăciun

## Premii și distincții

### 2003
- Cea mai bună emisiune de divertisment (CNA)

### 2004
- Cea mai populară vedetă de divertisment (TV Mania)
- Transformare de stil (Pantene)
- Cea mai populară vedetă de televiziune (TV Mania)
- Cea mai simpatică mămică (TV Mania)
- Premiul Pro

### 2005
- Cea mai populară vedetă de divertisment (TV Mania)
- Premiul de popularitate (Beau Monde)

### 2006
- Discul de Aur pentru „Cutiuța Muzicală” (MediaPro Music)
- Cea mai populară vedetă TV (TV Mania)

### 2007
- Teo a primit cheia comunei Bând

### 2008
- Teo a primit premiul de excelență (TV Mania)